# Tamm von Flemming

Herb rodu Flemming

Tamm Wedig Albert von Flemming (ur. 10 czerwca 1812 w Haseleu, powiat Regenwalde; zm. 7 stycznia 1886 w Wiesbaden) był pruskim generałem majorem, dowódcą 8 Brygady Kawalerii i honorowym kawalerem Orderu św. Jana.

## Rodzina
Tamm pochodził z pomorskiej rodziny szlacheckiej von Flemming. Był synem pruskiego majora i kawalera Orderu Pour le Mérite Juliusa Augusta von Flemminga (1783–1858) i jego żony Elise, z domu von Rüchel (1789–1816), córki generała Ernsta von Rüchela. Tamm 4 lutego 1852 r. w Zezenow poślubił Annę von Zitzewitz (1829–1857), córkę Ernsta Christopha von Zitzewitz (1798–1864), para miała kilkoro dzieci: Albertha, Editha, Elisabeth. Po śmierci pierwszej żony 16 lutego 1866 roku poślubił Magarethe von Hagen (1841–1903), córkę Wilhelma von Hagena (1805–1877). Para miała kilkoro dzieci: Anna i Margarete.

## Kariera
Flemming uczęszczał do Berlin Cadet House i 13 sierpnia 1830 roku został przydzielony do 5. Pułku Huzarów Armii Pruskiej jako chorąży (portepeefähnrich). Pod koniec maja 1831 roku awansował na podporucznika, a w latach 1839/41 został przydzielony do pułku kawalerii 1. batalionu, 9. Pułku Landwehry w Köslin. 1 marca 1847 roku został przeniesiony na stanowisko dowódcy szwadronu w 1. batalionie, 21. Pułku Landwehry w Konitz. W celach szkoleniowych został przydzielony do szwadronu szkoleniowego od października 1847 do 1849 roku, awansując do stopnia porucznika w maju 1848 roku. Awansowany na kapitana Flemming powrócił do swojego macierzystego pułku jako dowódca szwadronu 12 lutego 1850 roku. Po awansie na majora został przeniesiony do 8. Pułku Huzarów jako regularny oficer sztabowy 27 listopada 1857 roku. W 1859 roku dowodził 8. Pułkiem Huzarów Landwehry podczas mobilizacji do wojny sardyńskiej. Następnie został przeniesiony do Słupska jako dowódca Pomorskiego Pułku Huzarów nr 5, 12 maja 1860 roku i awansował do stopnia pułkownika. Na tym stanowisku był do końca czerwca 1865 roku.
Podczas wojny austriacko-pruskiej Flemming dowodził 3. Dywizją Kawalerii 1. Armii w 1866 roku. Brał udział w bitwach pod Münchengrätz, Gitschin i Königgrätz i za swoją służbę został odznaczony Orderem Korony, Trzeciej Klasy z Mieczami. Jako zastępca dowódcy swojego pułku został mianowany dowódcą 8. Brygady Kawalerii w Erfurcie 30 października 1866 roku i awansowany na generała majora 22 marca 1868 roku. Po zatwierdzeniu jego rezygnacji Flemming został przeniesiony do rezerwy z emeryturą 21 listopada 1869 roku. Z okazji przejścia na emeryturę otrzymał Order Czerwonego Orła, Drugiej Klasy z Liśćmi Dębu. Zmarł w Wiesbaden 7 stycznia 1886 roku.

## Literatura
- Kurt von Priesdorff: Soldatisches Führertum. Hanseatische Verlagsanstalt Hamburg, o. O. [Hamburg], o. J. [1939], DNB 367632829, Band 8, S. 139–140, Nr. 2524.
- Gothaisches Genealogisches Taschenbuch der Uradeligen Häuser. 1916. Siebzehnter Jahrgang, Justus Perthes, Gotha 1915, S. 228 f.